# Aljona Aljona
Aljona Olegivna Savranenko (ukrajinsko Альо́на Олегівна Савране́нко), bolj znana pod umetniškim imenom Aljona Aljona (ukrajinsko: [ɐˈlʲɔnɐ ɐˈlʲɔnɐ]), ukrajinska raperka, pevka in besedilopiska, * 14. junij 1991.

## Zgodnje življenje
Aliona se je rodila v Kapitanivki v Kirovogradski oblasti. Ima dve diplomi. Preden se je začela ukvarjati z rapom, je delala kot vzgojiteljica v vrtcu.

## Kariera
Prvo delo pod umetniškim imenom Aljona Aljona je izdala oktobra 2018, in sicer pesem z naslovom »Rybky« (Рибки). 12. novembra istega leta je izdala pesem in videospot »Golovy« (Голови), ki je že v prvem mesecu zbral milijon ogledov na platformi YouTube.
Aljona Aljona je avgusta 2019 nastopila na festivalu Sziget v Budimpešti. Decembra 2019 je napisala besedilo za pesem »Vil'na« (Вільна), ki sta jo izvajali Tina Karol in Julija Sanina v ukrajinskem celovečernem filmu Viddana. Dne 7. februarja 2020 je podpisala pogodbo s poljsko glasbeno založbo Def Jam Polska. Leta 2021 je bila članica ukrajinske žirije za Pesem Evrovizije 2021.
Leta 2024 je skupaj z Džeri Gejl sodelovala na ukrajinskem nacionalnem izboru za Pesem Evrovizije 2024 s skladbo »Teresa & Maria«. Na izboru sta 4. februarja 2024 zmagali in postali ukrajinski evrovizijski predstavnici. Na Evroviziji sta nastopili v prvem polfinalu in se uvrstili v finale, kjer sta s 453 točkami zasedli tretje mesto.

## Diskografija

### Studijski albumi
| Naslov    | Podrobnosti |
| --------- | --- |
| Puška     | - Objavljeno: 8. aprila 2019 - Založba: Hitwonder - Formati: digitalni prenos, pretakanje                        |
| V hati MA | - Objavljeno: 25. novembra 2019 - Založba: Hitwonder - Formati: digitalni prenos, pretakanje                     |
| Galas     | - Objavljeno: 16. aprila 2021 - Založba: Come True GmbH / Def Jam Polska - Formati: digitalni prenos, pretakanje |
| Lava      | - Objavljeno: 10. decembra 2021 - Založba: Columbia / ENKO - Formati: digitalni prenos, pretakanje               |

### EP
| Naslov                 | Podrobnosti                                                                                       |
| ---------------------- | ------------------------------------------------------------------------------------------------- |
| Daj Bog (z Džeri Gejl) | - Objavljeno: 26. avgusta 2022 - Založba: Columbia / ENKO - Formati: digitalni prenos, pretakanje |

### Pesmi
| Naslov                                                                                    | Leto | Najvišja uvrstitev na lestvicah | Najvišja uvrstitev na lestvicah | Najvišja uvrstitev na lestvicah | Najvišja uvrstitev na lestvicah | Najvišja uvrstitev na lestvicah | Najvišja uvrstitev na lestvicah | Najvišja uvrstitev na lestvicah | Najvišja uvrstitev na lestvicah | Album / EP       |
| Naslov                                                                                    | Leto | UKR                             | FIN                             | IRE                             | LTU                             | NLD                             | SWE                             | UK                              | WW Excl. US                     | Album / EP       |
| ----------------------------------------------------------------------------------------- | ---- | ------------------------------- | ------------------------------- | ------------------------------- | ------------------------------- | ------------------------------- | ------------------------------- | ------------------------------- | ------------------------------- | ---------------- |
| »Rybky«                                                                                   | 2018 | 104                             | —                               | —                               | —                               | —                               | —                               | —                               | —                               | —                |
| »Golovy«                                                                                  | 2018 | —                               | —                               | —                               | —                               | —                               | —                               | —                               | —                               | Puška            |
| »Jak by ja bula ne ja«                                                                    | 2019 | —                               | —                               | —                               | —                               | —                               | —                               | —                               | —                               | Puška            |
| »Litak«                                                                                   | 2019 | —                               | —                               | —                               | —                               | —                               | —                               | —                               | —                               | Puška            |
| »Puška«                                                                                   | 2019 | —                               | —                               | —                               | —                               | —                               | —                               | —                               | —                               | Puška            |
| »Mrija« (skupaj z Brosko)                                                                 | 2019 | —                               | —                               | —                               | —                               | —                               | —                               | —                               | —                               | —                |
| »Stershenʹ (Own Core)« (skupaj s Kaluš, Otoy, Bilyv Bo, Shersen in Dyktor & Djadja Vova)  | 2020 | —                               | —                               | —                               | —                               | —                               | —                               | —                               | —                               | Galas            |
| »Dancer« (skupaj z Vladimir Cauchemar)                                                    | 2020 | 70                              | —                               | —                               | —                               | —                               | —                               | —                               | —                               | —                |
| »Tvij denʹ (Z k/f najkrashchi vykhidni)« (skupaj z Onuka, Artem Pyvovarov, Julija Sanina) | 2022 | —                               | —                               | —                               | —                               | —                               | —                               | —                               | —                               | —                |
| »Ridni moji« (skupaj z Džeri Gejl)                                                        | 2022 | 7                               | —                               | —                               | —                               | —                               | —                               | —                               | —                               | —                |
| »Chomu?« (skupaj z Džeri Gejl)                                                            | 2022 | 54                              | —                               | —                               | —                               | —                               | —                               | —                               | —                               | —                |
| »Kupala« (skupaj z Džeri Gejl in ela.)                                                    | 2022 | 14                              | —                               | —                               | —                               | —                               | —                               | —                               | —                               | —                |
| »Dolja« (skupaj s Krechet)                                                                | 2022 | —                               | —                               | —                               | —                               | —                               | —                               | —                               | —                               | Ukrajinofikacija |
| »Viter viie« (skupaj z Džeri Gejl in Gedz)                                                | 2022 | —                               | —                               | —                               | —                               | —                               | —                               | —                               | —                               | Dai Boh          |
| »Dai Boh« (skupaj z Džeri Gejl in Monika Liu)                                             | 2022 | 190                             | —                               | —                               | —                               | —                               | —                               | —                               | —                               | Dai Boh          |
| »Zozulia« (skupaj z Džeri Gejl in Ginger Mane)                                            | 2022 | —                               | —                               | —                               | —                               | —                               | —                               | —                               | —                               | Dai Boh          |
| »Ljuli, ljuli« (skupaj z Artem Pivovarov)                                                 | 2022 | 195                             | —                               | —                               | —                               | —                               | —                               | —                               | —                               | —                |
| »Posmakuj« (skupaj z Džeri Gejl in Trill Pem)                                             | 2022 | —                               | —                               | —                               | —                               | —                               | —                               | —                               | —                               | —                |
| »Ekzamen« (skupaj z Džeri Gejl)                                                           | 2022 | —                               | —                               | —                               | —                               | —                               | —                               | —                               | —                               | —                |
| »Palaj« (skupaj s Santorin)                                                               | 2023 | —                               | —                               | —                               | —                               | —                               | —                               | —                               | —                               | Shto ya?         |
| »Nebo khylytʹsja« (skupaj s Kola)                                                         | 2023 | —                               | —                               | —                               | —                               | —                               | —                               | —                               | ——                              | —                |
| »Shchedra nich« (skupaj s Kola in Džeri Gejl)                                             | 2023 | 91                              | —                               | —                               | —                               | —                               | —                               | —                               | ——                              | —                |
| »Teresa & Maria« (skupaj z Džeri Gejl)                                                    | 2024 | 1                               | 14                              | 55                              | 2                               | 68                              | 30                              | 100                             | 130                             | Maria            |
| »Podolianočka (Get Up)« (skupaj z Džeri Gejl)                                             | 2024 | —                               | —                               | —                               | —                               | —                               | —                               | —                               | —                               | —                |
| »Tato«                                                                                    | 2024 | —                               | —                               | —                               | —                               | —                               | —                               | —                               | —                               | —                |
| »—« označuje singel, ki se ni uvrstil na lestvico ali ni bil izdan na tem ozemlju.        |      |                                 |                                 |                                 |                                 |                                 |                                 |                                 |                                 |                  |